# Meta Antenen
Meta Antenen (Orpund, 7 april 1949) is een Zwitsers atleet.
In 1966 werd Antenen verkozen tot Zwitsers Sportpersoon van het Jaar.
Op de Olympische Spelen van Mexico in 1968 nam ze voor Zwitserland deel aan de onderdelen 80 meter hordelopen en vijfkamp.
Vier jaar later op de Olympische Zomerspelen in 1972 liep ze de 100 meter horden en nam ze ook deel aan het onderdeel verspringen.
- World Athletics: 14349951